# بابلو بونيلا
بابلو بونيلا (بالإسبانية: Pablo Bonilla) هو لاعب كرة قدم فنزويلي، ولد في 2 ديسمبر 1999 في أكاريغوا ‏ في فنزويلا. لعب مع نادي بورتوغيزا.

## روابط خارجية
- بابلو بونيلا على موقع الدوري الأمريكي (الإنجليزية)
- بابلو بونيلا على موقع قاعدة بيانات كرة القدم.إي يو (الإنجليزية)
- بابلو بونيلا على موقع Soccerway.com (الإنجليزية)